# Топологична група
Топологична група е специално множество от елементи (точки), които образуват едновременно група и топологично пространство. Необходимо е операцията в групата (най-често умножение), да е съгласувана със структурата на топологичното пространство, т.е. да е непрекъсната функция или топологично изображение. Топологичните групи са изключително интересен математически обект, обединяващ алгебра и топология и позволяващ да се изследват чисто алгебрични структури наред с непрекъснати функции. Важен пример за топологични групи са групите на Ли, както и групите от трансформации в различните геометрии (афинна, проективна и др.)

## Формално определение
Едно множество {\displaystyle G\,} е топологична група ако са изпълнени следните условия
- {\displaystyle G\,} е група
- {\displaystyle G\,} е топологично пространство
- Груповата операция, разглеждана като функция {\displaystyle p:G\times G\to G}, дефинирана чрез {\displaystyle p(a,b)=ab\,}, е непрекъсната функция {\displaystyle \forall a,b\in G}
- Вземането на обратен елемент, разглеждано като функция {\displaystyle inv:G\to G}, дефинирана чрез {\displaystyle inv(a)=a^{-1}\,}, е непрекъсната функция {\displaystyle \forall a\in G}